# سیپرنت

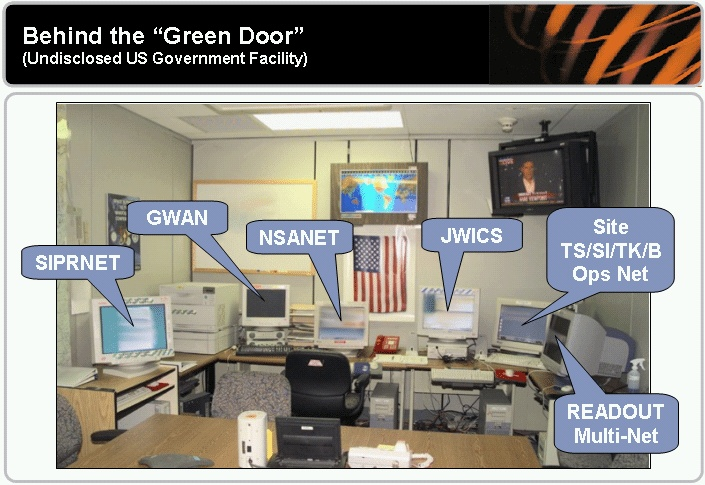
پشت در سبز – اتاق ارتباطات امن با ترمنیال‌های ارتباطی جداگانه برای دسترسی به سیپرنت، شبکه آژانس امنیت ملی، GWAN، و سامانه مشترک ارتباط اطلاعات جهانی

سیپرنت (به انگلیسی: SIPRNet) با نام کامل شبکه روتر پروتکل اینترنت پنهان (به انگلیسی: Secret Internet Protocol Router Network) سامانه‌ای از شبکه‌های رایانه‌ای به‌هم‌پیوسته‌است که وزارت دفاع ایالات متحده آمریکا و وزارت امور خارجه ایالات متحده آمریکا با راه‌گزینی بسته کوچک در یک محیط 'کاملاً امن'، از آن برای تبادل اطلاعات طبقه‌بندی‌شده (تا سطح اطلاعات محرمانه) استفاده می‌کنند. سیپرنت همچنین خدماتی مانند دسترسی ابرمتن به اسناد و ایمیل فراهم می‌آورد. همین‌طور سیپرنت، ویرایش طبقه‌بندی‌شده وزارت دفاع برای اینترنت غیرنظامی است.
سیپرنت مؤلفه محرمانه شبکه سامانه اطلاعات دفاعی است. دیگر مولفه‌ها ارتباطات را بر پایه دیگر نیازهای امنیتی برقرار می‌کنند. نمونه آنها نیپرنت (برای ارتباطات غیرطبقه‌بندی شده) و سامانه مشترک ارتباط اطلاعات جهانی (برای ارتباطات فوق محرمانه) هستند.

## دسترسی
بر پایه دستنامه توسعه وب وزارت امور خارجه آمریکا ساختار دامنه و کنوانسیون‌های نامگذاری سیپرنت، همانند اینترنت معمولی هستند و تنها فرق آن، یک دامنه سطح‌دوم است؛ مانند sgov بین دامنه دولتی و حکومتی، مانند openforum.state.sgov.gov است. پرونده‌های برگرفته از سیپرنت با یک برچسب SIPDIS (SIPrnet DIStribution) در بالای آنها علامت زده می‌شوند. یک دامنه سطح‌دوم نیز به صورت smil.mil برای کاربران وزارت دفاع وجود دارد.
همچنین برای «گروه کوچکی از متحدان، مانند استرالیا، کانادا، بریتانیا، و نیوزیلند» نیز چنین دسترسی‌ای فراهم است. این گروه (به همراه ایالات متحده آمریکا) به نام «فایو آیز» شناخته می‌شوند.
سیپرنت یکی از شبکه‌هایی بود که چلسی منینگ به آن دسترسی داشت. او در سال ۲۰۱۰ (میلادی) بسیاری از اسناد طبقه‌بندی‌شده را افشا کرد. از جمله آنها افشای اسناد دیپلماتیک آمریکا و ویدیوی حمله هوایی سال ۲۰۰۷ در بغداد در وبگاه ویکی‌لیکس در نوامبر ۲۰۱۰ بودند.

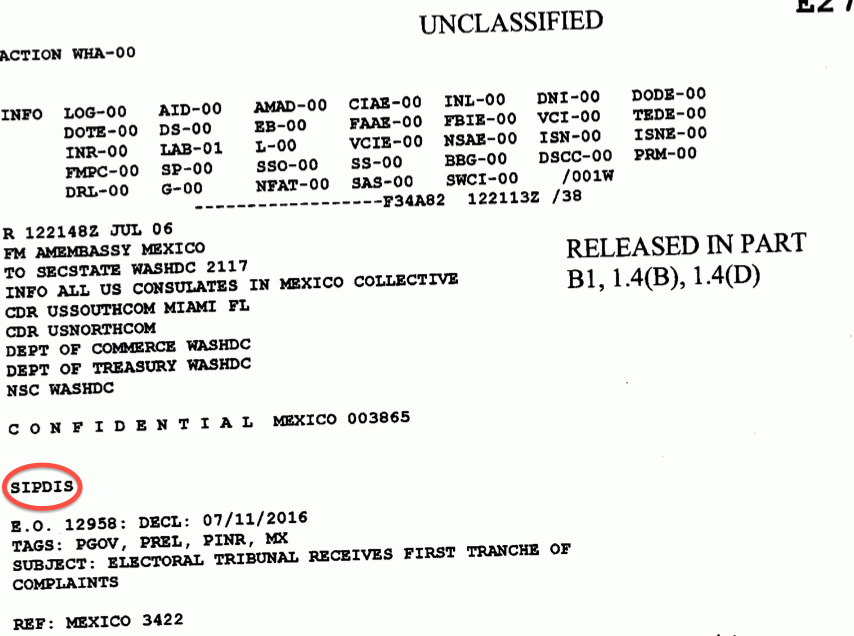
عنوان یک تلگراف طبقه‌بندی‌نشده وزارت امور خارجه ایالات متحده آمریکا که برچسب SIPDIS در بالای آن است.

## نام‌های جایگزین
در گویش روزانه، به سیپرنت و نیپرنت به ترتیب سیپر-نت و نیپر-نت (یا به شکل ساده سیپر و نیپر) می‌گویند.